# Олуа (оба Беніну)
Олуа (д/н — 1482) — 3-й великий оба (володар) Бенінського царства в 1475—1482 роках.

## Життєпис
Син великого оби Евуаре. Після смерті батька 1473 року інтригував проти старшого брата Езоті, а 1474 року влаштував заколот проти нього, вбивши під час церемонії сходження на трон. Протягом свого правління мусив боротися проти численних змов та заколотів. В результаті не відчував себе певним, відчуваючи постійну опозицію своїм діям. Помер близько 1482 року. Спадкував йому молодший брат Озолуа.